# Silouan's Song
Silouan's Song, subtitulada La meva ànima anhela el Senyor..., és una obra per a orquestra de corda escrita pel compositor estonià Arvo Pärt. Es va estrenar a Rättvik, Suècia, el 4 de juliol de 1991, en el marc del festival Music at Lake Siljan, on Arvo Pärt va ser el compositor convidat aquell any. La va interpretar l'Orquestra de Cambra de Siljan sota la direcció de Karl-Ove Mannberg. Una altra versió, per a vuit violoncels, es va completar l’any 2012. La va dedicar al Pare arquimandrita Sofroni i als seus germans monàstics. Té una durada d'uns 6 minuts.
Basada en un text religiós en rus, l’obra pren com a font un escrit de Sant Silouà l’Athonita (1866–1938), monjo rus del mont Athos, un místic rus que dugué una vida marcada per la senzillesa i la humilitat, i que deixà escrites unes meditacions profundes que reflecteixen l’essència de la seva vivència espiritual. Un altre dels seus textos també va inspirar una de les obres més destacades de Pärt: Adam's Lament. Va ser dedicada a l'arximandrita Sofroni, fundador del Monestir de Sant Joan Baptista, a Essex, Anglaterra. Sofroni (Sàkharov), amb qui el compositor va tenir contacte personal.